# Sideswipe (Transformers)
Sideswipe (chiamato così negli Stati Uniti, Lambor in Giappone, mentre era Freccia in Italia) è uno dei principali ed eroici membri della fazione degli Autobot di Cybertron fin dalla prima serie animata degli anni '80, conosciuta come Transformers (G1).

## Animazione

### Transformers Generation 1

#### Transformers (serie animata) (1984-1987)
Presente fin dalla prima stagione della serie animata Transformers (G1) di metà anni '80, faceva parte dell’equipaggio degli Autobots fuggiti da Cybertron a bordo dell’Arca e precipitati sulla Terra 4 milioni di anni fa e poi risvegliati in seguito ad un'eruzione vulcanica nel 1984. Era in assoluto uno dei primi tre Autobots, assieme al suo comandante Optimus Prime e al robot medico Ratchet, a riattivarsi per essere riconfigurato dal supercomputer Teletraan I e, si trasformava in una sfrecciante e velocissima Lamborghini Countach Lp500s di colore rosso fiammante. Proprio per il fatto di prendere le sembianze di un bolide italiano e, per il fatto che "Sideswipe" dall'inglese significa letteralmente "frecciata" o "stoccata di striscio", in Italia gli fu associato il nome di "Freccia".
Mostrava grande coraggio in battaglia, lanciandosi con entusiasmo e con trasporto nelle missioni più pericolose, al limite dell'incoscienza, spesso solo per il puro gusto della vittoria e per mettersi in mostra con i compagni; infatti prendeva decisioni impulsive e avventate che sovente finivano per danneggiarlo. Nel corso della serie comunque maturava e, se prima era spinto solo dalla gloria personale, successivamente veniva guidato dal desiderio di difendere la libertà e l'innocenza. Innumerevoli erano le missioni, le battaglie e le azioni decisive nelle quali figurava sempre in prima linea.
Era munito di martinetti o pistoni pneumatici montati sui suoi avambracci che, quando estratti, rimpiazzavano le sue mani, con i quali era in grado di frantumare a percussione persino la nuda roccia, facendosi strada tra di essa. Possedeva inoltre uno zaino a propulsione, un “jet pack”, montato sulla schiena, che gli permetteva di volare per brevi tratti.
Aveva un robot "fratello gemello" di nome Sunstreaker (Lince nella versione italiana) che si trasformava anch'egli in una Lamborghini Countach Lp500s però di colore giallo brillante, dal carattere vanitoso e scontroso.

#### Lungometraggio "The Transformers: The Movie" (1986)
Nel lungometraggio “The Transformers: The Movie” del 1986, ambientato nel 2005, Sideswipe partecipava alla battaglia iniziale ad Autobot City, la città avamposto degli Autobots sulla Terra, per difenderla dal massiccio attacco sferrato da Megatron e dai suoi Decepticons, nella quale assisteva alla morte del suo comandante Optimus Prime e di altri suoi compagni, sopravvivendo a tali eventi.

#### Transformers: The Headmasters (1987-1988)
Nella serie animata giapponese “Transformers: The Headmasters” del 1987-1988 poi, Sideswipe veniva rivisto in un flashback del passato riguardante la battaglia iniziale del 2005 ad Autobot City, dove veniva mostrata una scena della prima morte di Optimus Prime differente rispetto a quella vista nel lungometraggio! Nella successiva battaglia del 2011 poi, Sideswipe era contemporaneamente presente sia sul planetoide minerario Athenia assieme ad Hot Rod e ad altri compagni, che sul pianeta Cybertron, dove partecipava agli scontri, vedendo poi morire ancora una seconda volta il suo comandante. Queste forti incongruenze e palesi sviste erano dovute alla differente produzione giapponese di questa serie rispetto a quella precedente congiunta nippo-americana.
Si veda in dettaglio la voce: Personaggi di Transformers (G1).

### Transformers Animated (2007-2009)
Nella serie "Transformers Animated", realizzata in computer grafica e distribuita dal 2007 al 2009, Sideswipe è un investigatore anziano al Comando di Difesa della Polizia cybertroniana nella città di Iacon sul pianeta Cybertron. Ha prestato servizio per trenta cicli stellari, accumulando molta esperienza, diventando però alquanto cinico. Nonostante questo, da qualche parte nel profondo ha mantenuto la sua natura di giovane idealista, impulsivo e indomito ribelle; tuttavia è intransigente e duro con tutti coloro che si comportano in modo tale, solo perché gli ricordano come era lui. Prende le sembianze di una avveniristica auto cybertroniana nera e rossa con alettoni verde acido. Egli pattuglia le strade per mantenere l’ordine assieme al suo compagno Cheetor, una recluta alle prime armi che si trasforma in una futuristica auto cybertroniana gialla. In una delle loro indagini, scoprono e sventano il piano di Motor Master e della sua squadra di Stunticons che, assieme a Toxitron, un clone di Optimus Prime creato apposta per infiltrarsi, volevano far evadere Megatron e alcuni suoi soldati Decepticons dalla Prigione Trypticon. Travestendosi da Autobots che dovevano impersonare dei Decepticons in una rivisitazione di una battaglia in un’arena posta vicino a tale prigione, avrebbero dovuto scavare un tunnel durante lo spettacolo, per farli evadere. Scoperti e messi alle strette, gli Stunticons attaccano i due robot poliziotti mettendoli anche in difficoltà ma, fortunatamente, grazie anche all’intervento di Optimus Prime a sua volta travestito, che si svela, riescono a fermarli e poi ad incarcerarli.

### Transformers: Robots in Disguise (2015-2017)
In “Transformers: Robots in Disguise”, serie TV animata realizzata in computer grafica e trasmessa dal 2015 al 2017, Sideswipe è uno scapestrato ribelle, insofferente alle regole ed abituato ad agire come un lupo solitario, che aveva compiuto atti vandalici sul pianeta Cybertron. Giunge poi sulla Terra scortato da Bumblebee e da Strongarm, ammanettato a quest'ultima, per scontare la sua pena, dando una mano. Si imbatte per caso nel giovane umano Russel “Rusty” Clay, col quale stringe amicizia. Da qui in poi prende le sembianze di un’auto sportiva vintage rossa che Danny Clay, il padre di Rusty, aveva nel suo deposito di cianfrusaglie rétro. Dotato di grande coraggio, o di incoscienza, Sideswipe è letteralmente votato all’azione, sempre pronto a lanciarsi con impeto nella battaglia, dove dimostra di essere abile con la spada e assai svelto di mano. Capace con le parole, inoltre, ha sempre la risposta pronta! Dapprima irresponsabile, man mano matura, diventando un affidabile membro degli Autobots. Nella seconda stagione si unisce al Team di Optimus Prime, con Windblade e Drift. Nella terza stagione, invece, si aggrega al Team Bee comandato da Bumblebee e composto da Strongarm, Grimlock e Drift; tutti e cinque poi si uniscono assemblandosi assieme nel Combiner Ultra Bee per fronteggiare sia gli Stunticons, guidati da Motor Master, che il pericolosissimo Soundwave.

## Cinema
Compare nel secondo film della serie cinematografica dei Transformers, Transformers 2 - La vendetta del caduto, nel quale si trasforma in una Chevrolet Corvette Stingray Concept grigio metallizzata ed è l'unico Autobot ad avere le ruote al posto dei piedi, risultando così tra i più veloci e tra i più letali negli attacchi, grazie anche alle spade in Cybertanium montate sui suoi avambracci. Partecipa assieme ai suoi compagni alla battaglia finale in Egitto. Nel terzo film della saga, Transformers 3 - Il lato oscuro della Luna, si trasforma ancora in una Chevrolet Corvette Stingray Convertible Concept e prende parte alla battaglia di Chicago. Nel quarto film Transformers 4 - L'era dell'estinzione, appare soltanto in alcune carte in possesso di Harold Attinger, dove la sua foto è stata segnata con una croce rossa e ciò potrebbe suggerire che sia stato ucciso dalla CIA.
Vedere anche la voce riguardante Sideswipe in: Personaggi di Transformers (serie di film).